# A Man's World (film fra 1918)
A Man's World er en amerikansk stumfilm fra 1918 af Herbert Blaché.

## Medvirkende
- Emily Stevens - Frankie Ware
- John Merkyl - David Powell
- Frederick Truesdell - Malcolm Gaskell
- Florence Short - Lione Brune
- Baby Ivy Ward - Kiddie